# Planck (télescope spatial)
Pour les articles homonymes, voir Planck.
Planck est un observatoire spatial développé par l'Agence spatiale européenne (ESA) avec une participation de l'agence spatiale américaine, la NASA. La mission du satellite est de cartographier les infimes variations de température (ou d'intensité) du fond diffus cosmologique, rayonnement dans le domaine micro-onde montrant l'Univers tel qu'il est 380 000 ans après le Big Bang. La mission Planck est sélectionnée en 1996 pour être la troisième mission de taille moyenne du programme scientifique de l'ESA Horizon 2000.
Le rayonnement étudié ne peut être observé de manière suffisamment précise que depuis l'espace. Deux satellites de la NASA — COBE à la fin des années 1980 et WMAP en 2001 — dressent une première carte du rayonnement fossile. Planck, lancé le 14 mai 2009 par un lanceur Ariane 5, a comme objectif grâce à son instrument principal HFI refroidi à 0,1 kelvin de dresser une carte 20 à 30 fois plus précise que ses prédécesseurs. La collecte des données par HFI s'achève en janvier 2012 après épuisement des isotopes hélium 3 et hélium 4 servant à refroidir les bolomètres utilisés comme détecteurs.
Une première interprétation complète des données collectées est présentée en mars 2013. Les résultats complets sont rendus publics en décembre 2014 et publiés au début de 2015. Les paramètres cosmologiques qui décrivent l'Univers actuel et son histoire, tels que l'âge de l'Univers et sa composition initiale, sont affinés grâce à la précision inégalée des données recueillies par Planck. Ces éléments permettent de mieux comprendre certains aspects de la physique de l'Univers primordial, ainsi que le mode de formation des structures à grande échelle de l'Univers. Dans l'ensemble, les données de Planck confirment la théorie de l'inflation cosmique, un des piliers du modèle standard de la cosmologie, la théorie la plus couramment admise concernant le mode de formation de l'Univers observable.

## Contexte
Le satellite Planck observe deux types de rayonnement qui constituent les principales sources d'information sur la structure de l'Univers à ses débuts : le fond diffus cosmologique dans le domaine spectral des micro-ondes qui reflète la structure de l'Univers primordial et le fond diffus infrarouge qui nous renseigne sur la formation des structures à grande échelle de l'Univers (galaxies et amas de galaxies) les plus anciennes.

### Le fond diffus cosmologique, photo de l'Univers primordial

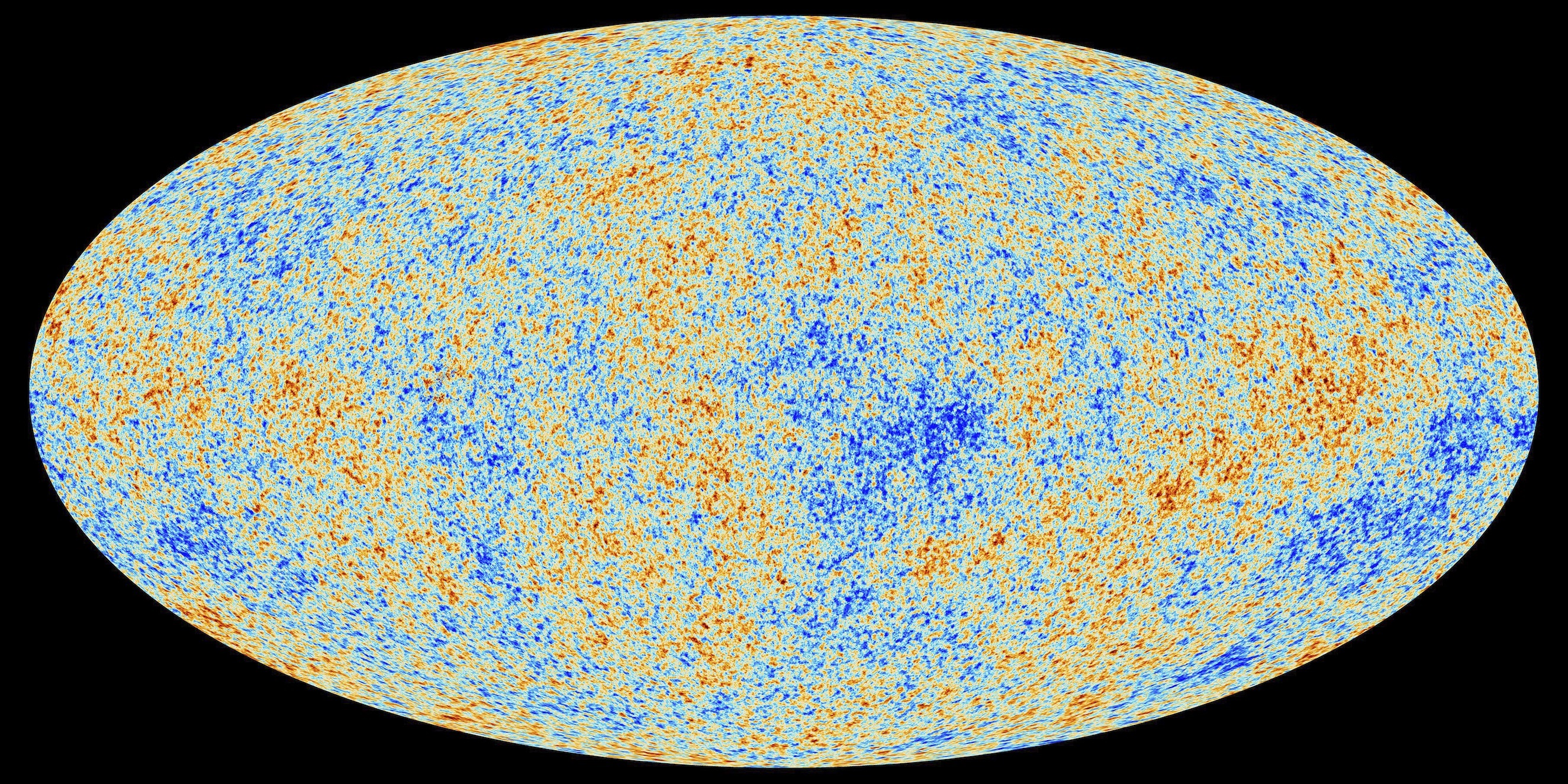
Fond diffus cosmologique (micro-ondes) tel que révélé par le télescope Planck.

Au cours des millénaires qui suivent le Big Bang, il y a 13,8 milliards d'années, la matière de l'Univers primordial est en équilibre thermique, et baigne dans un rayonnement électromagnétique de corps noir, dont la longueur d'onde de Wien est liée à la température de la matière. Mais celle-ci est à l'époque très chaude et très dense : elle se comporte comme un plasma et les photons associés à ce rayonnement ne peuvent se déplacer que sur des distances très courtes, car ils interagissent immédiatement avec la matière : l'Univers est opaque.
Immédiatement après le Big Bang, l'Univers commence à se dilater et donc à se refroidir. Au bout de 380 000 ans, cette évolution produit le découplage du rayonnement : la température a suffisamment baissé pour que les électrons libres s'associent aux noyaux atomiques, formant des atomes. Dans ce nouvel état, la matière n'empêche plus les photons de se déplacer et le rayonnement qui existe au moment de cet événement se diffuse. Initialement, le rayonnement est celui d'un gaz chaud dont la température est de 3 000 kelvins (2 700 °C).Il se situe alors dans le spectre du proche infrarouge, mais avec l'expansion de l'Univers, son énergie diminue (effet Doppler) et, à notre époque, 13 milliards d'années après son apparition, ce rayonnement est celui d'un corps noir à la température extrêmement basse de 2,726 kelvins (−270 °C). Ce rayonnement diffus cosmologique, dont la longueur d'onde est de 3 mm, dont la fréquence de 100 GHz, se situe dans un spectre intermédiaire entre l'infrarouge lointain (10 à 100 micromètres) et les micro-ondes (ondes centimétriques).
Ce rayonnement, dit fossile, continue à nous parvenir pratiquement inchangé depuis son émission. Il constitue une photo de l'Univers, tel qu'il existait au moment où les photons ont été libérés. Les caractéristiques du rayonnement apportent des informations sur les principaux paramètres de l'Univers : son âge, sa composition, sa géométrie... Ce rayonnement n'est pas parfaitement homogène : en fonction de la direction observée, apparaissent de petites fluctuations (anisotropies) dans le spectre qui reflètent des différences de température et de densité de la matière dans l'Univers au moment de la libération des photons : selon les principales théories qui restent à confirmer, ces différences de densité sont apparues bien avant, durant l'épisode baptisé inflation cosmique qui se situe dans les premières fractions de seconde après le Big Bang. L'ordre de grandeur de ces variations est très faible (1/10 000), mais, sous l'influence notamment de la pesanteur, elles constituent les germes de la concentration de la matière dans des points privilégiés, et sont donc directement à l'origine des grandes structures de l'Univers qui apparaissent par la suite : galaxies, amas de galaxies.

### Le fond diffus infrarouge
Les premières galaxies se forment à la fin des âges sombres, il y a environ 13 milliards d'années. Le rayonnement émis par ces objets puis par les générations de galaxies suivantes forme un fond diffus, c'est-à-dire que les sources ne peuvent être identifiées précisément. Le maximum d'intensité du rayonnement se situe dans l'infrarouge. Ce fond diffus a une double origine : lumière émise directement par les étoiles (fond optique) et émission des nuages de poussière à la suite de l'échauffement de ceux-ci par le rayonnement des étoiles. Son observation permet de reconstituer l'histoire de la naissance des étoiles et de la formation et de l'évolution des galaxies.

### L'observation du fond diffus cosmologique
Le phénomène du fond diffus cosmologique est une des conséquences de la théorie du Big Bang et son existence est prédite en 1948 par le physicien George Gamow. Il est observé accidentellement en 1964 par Arno Allan Penzias et Robert Woodrow Wilson dans le cadre de recherches sur les émissions radio de la Voie lactée. Dans les années 1980, l'agence spatiale américaine, la NASA, décide de lancer des observatoires spatiaux pour cartographier de manière précise ce rayonnement. Cosmic Background Explorer (COBE) est placé en orbite en 1992. Les données qu'il recueille confirment sans contestation possible que le rayonnement est celui d'un corps noir et permettent ainsi une validation importante de la théorie du Big Bang. L'observatoire spatial WMAP lancé en 2001 fournit des informations plus précises sur les paramètres de l'Univers primordial et permet de dresser une carte détaillée de la distribution de la matière au moment de l'émission du rayonnement.

## Sélection de la mission Planck
En mai 1993, soit près de quatre ans après le lancement du satellite COBE de la NASA et l'observation par ses instruments des fluctuations d'intensité du fond diffus cosmologique, deux projets d'observatoire spatial consacrés à ce sujet sont proposés dans le cadre du programme scientifique Horizon 2000 de l'Agence spatiale européenne. Le projet COBRAS (Cosmic Background Radiation Anisotropy Satellite) proposé par une équipe italienne utilise des transistors à effet de champ de type HEMT (High-electron-mobility transistor) tandis que SAMBA (SAtellite for Measurement of Background Anisotropies) proposé par une équipe française utilise des bolomètres. Les deux projets sont présélectionnés pour une étude de faisabilité à la condition qu'ils soient fusionnés. En 1996, le projet combiné COBRAS / SAMBA est retenu pour devenir la troisième mission de taille moyenne du programme Horizon 2000.
Le futur observatoire dont le lancement est prévu à l'époque en 2003 est baptisé Planck en hommage au physicien allemand Max Planck, prix Nobel de physique en 1918 et découvreur de la forme du spectre de corps noir dont le fond diffus cosmologique s'avère être la plus parfaite réalisation que l'on puisse trouver dans la nature. Peu après sa sélection, l'Agence spatiale européenne décide pour réduire les coûts de coupler le développement de son observatoire spatial infrarouge Herschel avec Planck. Les deux satellites doivent utiliser le même type de plate-forme, le développement est confié au même industriel et ils sont lancés ensemble par un lanceur Ariane 5. Le constructeur Alcatel Space, devenu depuis Thales Alenia Space, est sélectionné début 2001. L'entreprise, qui assure l'assemblage du satellite dans son Centre spatial de Cannes - Mandelieu, est le maître d’œuvre du programme qui rassemble environ 95 entreprises spatiales réparties dans toute l'Europe.
Planck emporte deux instruments scientifiques développés par des consortiums scientifiques qui sont définis début 1999. L'instrument HFI est réalisé par un consortium placé sous la direction de Jean-Loup Puget de l'Institut d'astrophysique spatiale d'Orsay (France) tandis que l'instrument LFI est réalisé par une équipe de scientifiques dirigé par N. Mandolesi de l'Institut national d'astrophysique situé à Bologne (Italie). Plus d'une quarantaine d'autres organismes de recherches participent au développement des instruments dont la NASA qui fournit les bolomètres et une partie du fluide cryogénique de l'expérience HFI et un des étages permettant de refroidir les capteurs Sorption Cooler (compresseur cryogénique assurant le refroidissement de 50 K à 20 K). Un consortium scientifique dirigé et financé par le Danemark est retenu début 2000 pour développer les réflecteurs du télescope. Les capacités de l'observatoire spatial européen Planck en font un engin de troisième génération après les satellites américains COBE et WMAP — alors que le lancement du projet Planck est décidé en 1996, presque en même temps que celui de WMAP en 1995.

## Objectifs scientifiques
Les objectifs scientifiques du satellite Planck sont les suivants :
- dresser en premier lieu une carte de température du fond diffus cosmologique permettant de détailler les anisotropies (fluctuations) avec un niveau inégalé par rapport à son prédécesseur immédiat WMAP[7]. La sensibilité attendue (précision) sur la température mesurée est de 2 × 10-6, la résolution angulaire de la carte est de 5 minutes d'arc et la bande spectrale étudiée va de 30 à 857 GHz[8] ;
- mesurer des paramètres cosmologiques avec une précision atteignant 1 % ou mieux pour la densité de la matière baryonique ou la proportion de matière noire[8] ;
- vérifier certaines des hypothèses associées aux modèles d'inflation cosmique ;
- étudier les amas de galaxies par l'effet Sunyaev-Zel'dovich ;
- étudier le milieu interstellaire de la Galaxie.

Pour atteindre ces objectifs, il est prévu initialement que la mission dure au minimum 21 mois afin de permettre aux instruments d'effectuer deux observations complètes du ciel.

## Caractéristiques techniques du satellite
Le satellite est constitué classiquement de deux sous-ensembles : la plate-forme ou module de service et la charge utile.
La première, un développement commun pour Herschel et Planck, est conçue et fabriquée par Thales Alenia Space dans son usine de Turin, pour les deux satellites Herschel et Planck combinés dans un programme unique, formant un socle cylindrique à huit côtés de faible hauteur, regroupe le système de production et de régulation d'énergie, le système de contrôle d'attitude, le système de gestion des données et des communications et l'électronique (partie chaude) des instruments scientifiques.
La charge utile comprend le télescope équipé de deux miroirs et d'un cornet de protection thermique, le plan focal dans lesquels se trouvent les capteurs des instruments LFI et HFI et enfin les systèmes de refroidissement. L'ensemble est haut de 4,2 mètres pour un diamètre de 4,2 mètres et une masse de 1 912 kg. Le satellite emporte 385 kg d'hydrazine dont la majorité est utilisé par ses moteurs-fusées pour rejoindre son orbite finale. Il emporte également 7,7 kg d'hélium (36 000 litres d'hélium 4 et 12 000 litres d'hélium 3) utilisé pour maintenir à très basse température les détecteurs de l'instrument HFI et stockés dans quatre réservoirs pressurisés.

### L'architecture cryogénique

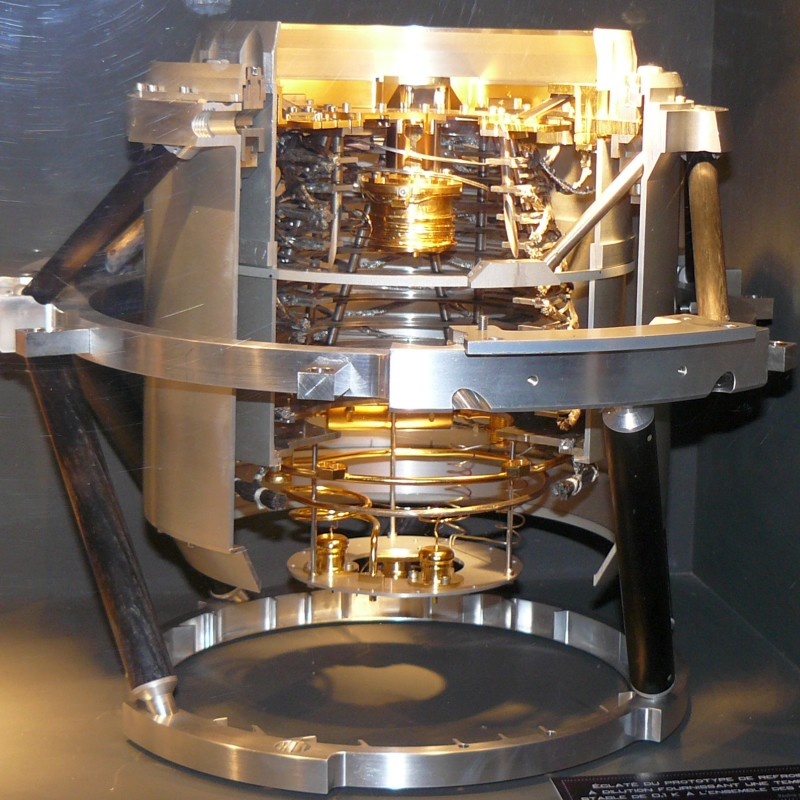
Éclaté du prototype du refroidisseur HFI de Planck.

Afin d'observer le fond diffus cosmologique dont le pic de température est de 2,725 K (soit −270,435 °C) et surtout pour dresser une carte ultra précise de ses infimes variations (±0,00001 degré), les capteurs de Planck doivent être maintenus à une température extrêmement basse. Cette contrainte constitue la principale difficulté de conception du satellite et conditionne en grande partie son architecture. Planck dispose d’un système de refroidissement à six étages (trois passifs et trois actifs) conçu pour maintenir son miroir principal d'un mètre cinquante de diamètre à 60 K (−213 °C) et les détecteurs de sa charge utile à 20 K (−253 °C), 4 K (−269 °C) et même 0,1 K (−273,05 °C) pour les bolomètres de l'instrument haute fréquence HFI. La température de 0,1 K est atteinte en laboratoire avec des appareillages trop encombrants et lourds pour répondre aux contraintes d'une mission spatiale. Il faut mettre au point de nouvelles techniques pour atteindre cet objectif.
La plate-forme avec son électronique et le panneau solaire représentent la partie chaude du satellite. La température de certains composants électroniques atteint ainsi 27 °C soit 300 K de plus que les détecteurs HFI. Les instruments et le télescope sont isolés sur le plan thermique de la plate-forme par trois ailettes superposées qui maintiennent la température en dessous de 50 K. Par ailleurs l'orientation du satellite est fixée de manière que le Soleil ne frappe jamais la charge utile. 
Trois systèmes actifs assurent en cascade le refroidissement : 
- une machine cryogénique fournie par le centre JPL de la NASA assure par détente d'hydrogène dans un cycle Joule-Thomson un refroidissement jusqu'à 20 kelvins. Cet étage est suffisant pour atteindre la température nécessaire à l'instrument LFI. Dans la mesure où il recycle en permanence l'hydrogène utilisé, cet équipement n'est pas à la merci d'un épuisement de celui-ci et permet à LFI de fonctionner sans limite de durée. Toutefois les capacités de « l'éponge » qui sert de compresseur se dégradent avec le temps[11] ;
- le refroidissement à 4 K est assuré par une pompe mécanique qui refroidit par détente Joule-Thomson de l'hélium. Cet étage est fourni par le Royaume-Uni ;
- le refroidissement à 0,1 K est assuré par deux procédés mis au point dans le cadre de la mission par l'équipe de Alain Benoit de l'Institut Néel à Grenoble : la température est abaissée à 1,6 K par détente Joule-Thomson d'un mélange des isotopes hélium 3 / hélium 4, puis elle est abaissée à 0,1 K par dilution de l'hélium 3 dans l'hélium 4 en circuit ouvert avec perte du mélange qui est évacué dans l'espace. La température ainsi obtenue n'est égalée dans l'espace que par l'instrument XRS du télescope spatial à rayons X japonais Suzaku, dont la température est abaissé à 0,06 K, mais qui est victime d'une défaillance quelques semaines après sa mise en service.

### Instrumentation scientifique
Le satellite embarque deux instruments : LFI (Low Frequency Instrument), de conception italienne et HFI (High Frequency Instrument) de conception française. Ces appellations reflètent les bandes de fréquences observées : de 30 à 70 gigahertz pour LFI et de 100 à 857 GHz pour HFI.

#### La partie optique
Le rayonnement électromagnétique analysé par les deux instruments est concentré par un télescope grégorien de 1,75 × 1,5 m comportant un miroir primaire et un miroir secondaire. Des cornets associés à des guides d'ondes placés au plan focal du télescope filtrent les rayonnements par longueur d'onde et dirigent celui-ci vers les détecteurs des instruments HFI et LFI. L'axe optique du télescope fait un angle de 85° avec l'axe de rotation du satellite. Un déflecteur peint en noir entoure le télescope afin de maintenir la température des miroirs en dessous de 40 kelvins.

#### L'instrument HFI
Pour les articles homonymes, voir HFI.

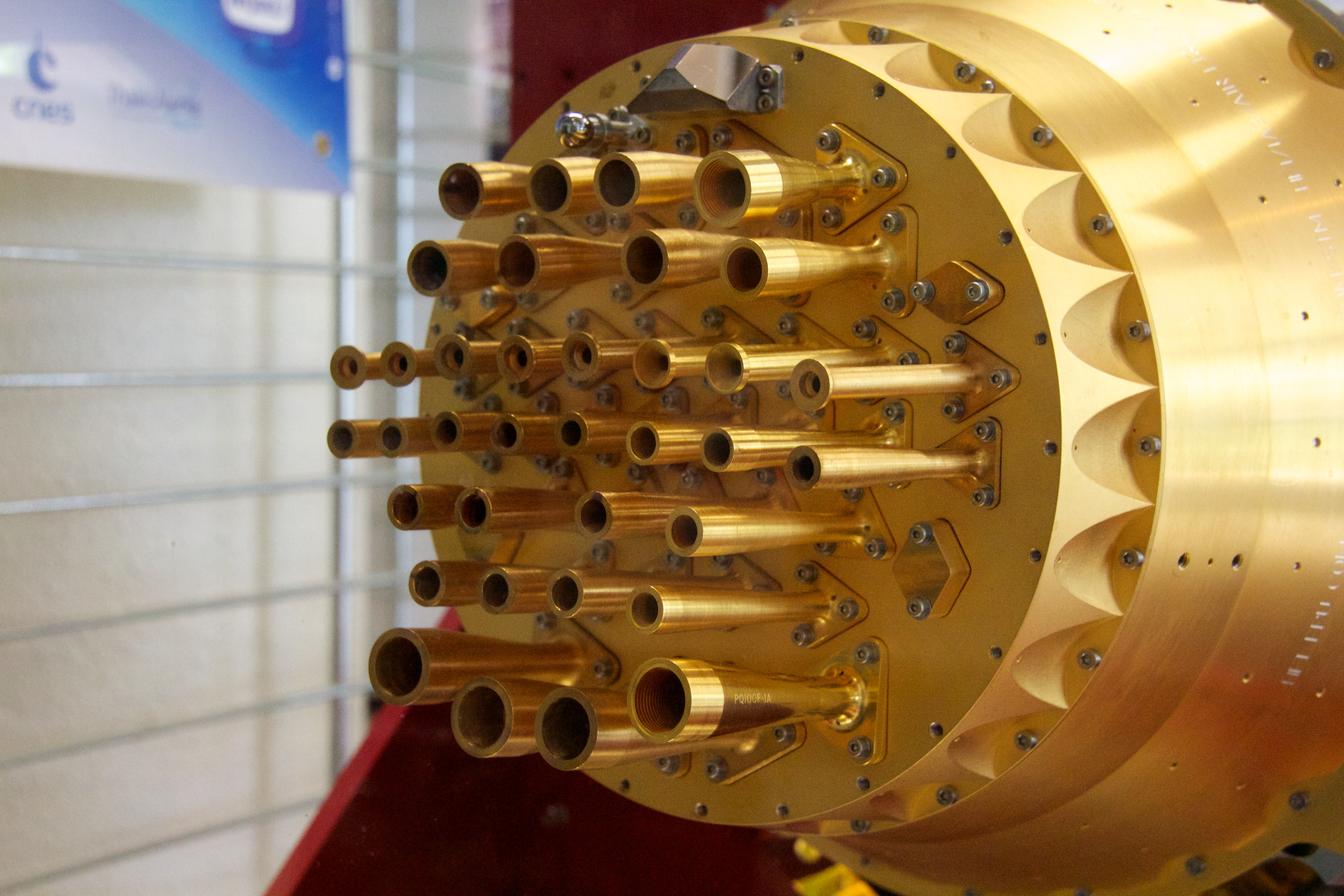
Modèle de qualification de l'instrument HFI.

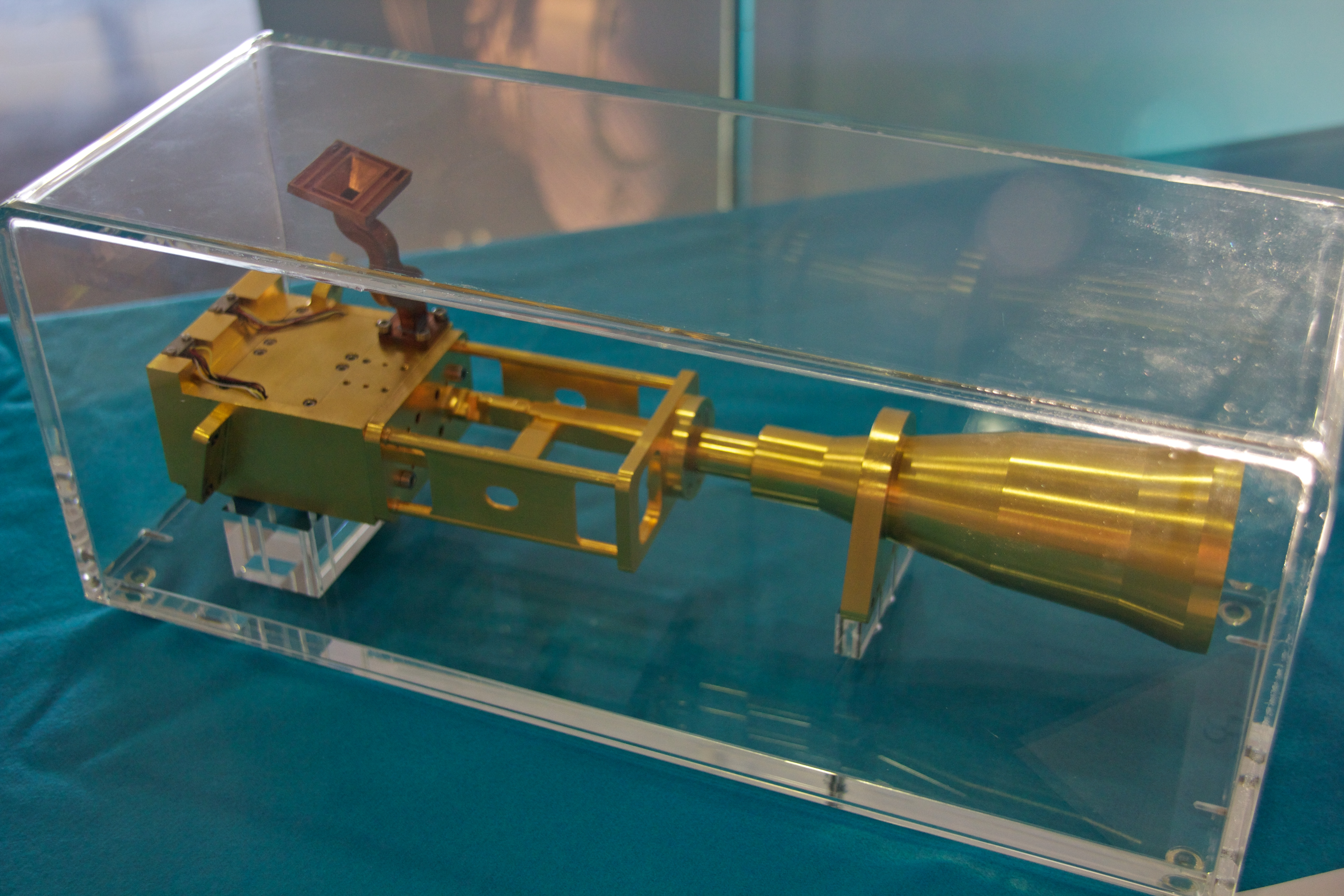
Cornet à 44 GHz de l'instrument LFI.

L'instrument HFI (High Frequency Instrument) comporte 54 bolomètres opérant dans les bandes : 100, 143, 217, 353, 545 et 857 GHz, avec une largeur de bande de l'ordre de 30 % du spectre observé. Ces bolomètres fonctionnant de manière optimale lorsqu'ils sont refroidis, opèrent vers 0,1 K (entre 90 et 130 mK). Les bolomètres étant par construction des détecteurs à très large bande, la sélection en fréquence et en largeur de bande se fait en interposant sur le chemin optique des cornets/guides d'ondes ainsi que des filtres interférentiels.

#### L'instrument LFI
L'instrument Low Frequency Instrument observe trois bandes spectrales (30, 44 et 70 GHz) situées à des fréquences inférieures au pic du fond diffus, mais permet d'améliorer la qualité finale de la carte du rayonnement tout en fournissant des informations sur les émissions galactiques et extragalactiques situées en avant plan. L'instrument LFI utilise des radiomètres fonctionnant à une température de 20 kelvins. La résolution angulaire est de 10 minutes d'arc et la sensibilité à la température est de 12 µK.

### La plate-forme - un développement commun pour Herschel et Planck
Un module de service (SVM) est conçu et fabriqué par Thales Alenia Space dans son usine de Turin, pour les deux satellites Herschel et Planck combinés dans un programme unique. Les structures des deux modules de service sont très semblables, de forme octogonale. Chaque panneau est destiné à des équipements thermiques, des réchauffeurs, prenant en compte les dissipations thermiques des expériences et des équipements voisins du satellite. De plus, une conception commune est retenue aussi pour les deux satellites pour l'avionique, le système de mesure et de contrôle d'attitude, le système de contrôle et de gestion des données, le sous-système de télémesure et télécommande. Tous les équipements de la plate-forme sont redondants.

#### Puissance électrique
L'énergie électrique est fournie par des panneaux solaires équipés de cellules photovoltaïques à triple jonction, un accumulateur, et un système de contrôle gérant la charge de l'accumulateur et distribuant une tension régulée de 28 volts aux divers équipements. Sur Planck, le panneau de cellules solaires est fixé sur le socle du module de service qui est dirigé en permanence vers le Soleil. Ce panneau et le module de service dont il est solidaire maintiennent en permanence dans leur ombre la charge utile. Il fournit en moyenne 1 816 watts dont 685 watts sont destinés aux instruments (780 watts en fin de vie).

#### Contrôle d'attitude et propulsion
La fonction de mesure et de contrôle d'attitude est effectuée par un calculateur de contrôle d'attitude, prenant en compte les mesures des senseurs d'attitude et commandant les couples de contrôle pour répondre aux spécifications de pointage et de basculement des charges utiles Herschel et Planck. Le satellite Planck est stabilisé par rotation, à un tour par minute, avec une spécification de pointage inférieure à 37 minutes d'arc. Le satellite étant en mode « balayage » du ciel, il est aussi requis que la reproductibilité du pointage soit meilleure que 2,5 minutes d'arc en 20 jours. Le senseur d'attitude principal est un viseur d'étoiles. Les modifications et corrections de trajectoire sont effectuées à l'aide de plusieurs grappes de petits moteurs-fusées brûlant de l'hydrazine ayant une poussée de 1 newton et de 20 newtons. Les propulseurs les plus puissants sont utilisés pour l'insertion en orbite et les rectifications d'orbite en phase opérationnelle qui ont lieu en général une fois par mois.

#### Stockage et transmission des données
Les données scientifiques produites par les instruments sont stockées dans une mémoire de masse de 32 gigabits (avec une mémoire de masse de secours). Elles sont transmises au cours de sessions cumulant 3 heures par jour avec un débit maximal de 1,5 mégabit par seconde. Le débit moyen lissé sur la journée est de 130 kilobits par seconde ce qui est suffisant pour transmettre les données collectées en continu. La transmission se fait au moyen d'une antenne moyen gain (faisceau de 15°) située sur le panneau solaire. Le satellite dispose par ailleurs de trois antennes faible gain installées au même endroit.

## Développement

### Conception et réalisation
Le dimensionnement de l'instrument HFI est réalisé dès avril 1993 par Jean-Michel Lamarre, responsable scientifique de l'instrument,.

### Les tests
Planck, comme tout satellite, doit passer une série de tests. Classiquement, ceci passe par les tests des sous-ensembles, en général testés dans les laboratoires respectifs (souvent, les laboratoires contribuent en nature en fournissant un morceau de l'expérience, en retour les scientifiques du laboratoire ont un accès privilégié aux observations (données brutes)), des tests d'intégration de chacune des expériences (un satellite embarquant souvent plusieurs expériences) et des tests d'ensemble. En ce qui concerne l'expérience HFI, les tests du modèle de qualification et du modèle de vol sont menés à l'Institut d'astrophysique spatiale (IAS) en novembre 2004 et mars 2005 (qualification) et juin-juillet 2006 (calibration) respectivement. À chaque fois, pendant 3 à 4 semaines, l'expérience se fait sous vide, et refroidie dans une cuve à quelques kelvins (autour de 2,7 K). Les tests du satellite complet sont réalisés dans l'Établissement de Cannes et au Centre spatial de Liège (CSL). Ce dernier développe une configuration de tests ainsi qu'une instrumentation spécifique dans ses installations de simulation spatiale. Cette phase de tests représente pour le CSL un budget de 17,5 millions d'euros et environ 125 000 heures de travail. La première étape des tests de qualification du satellite débute en juin 2005 et s'achève en septembre. La seconde étape consiste à tester le modèle du satellite ; celle-ci s'achève au cours de l'été 2008.

## Déroulement de la mission

### Lancement et mise à poste

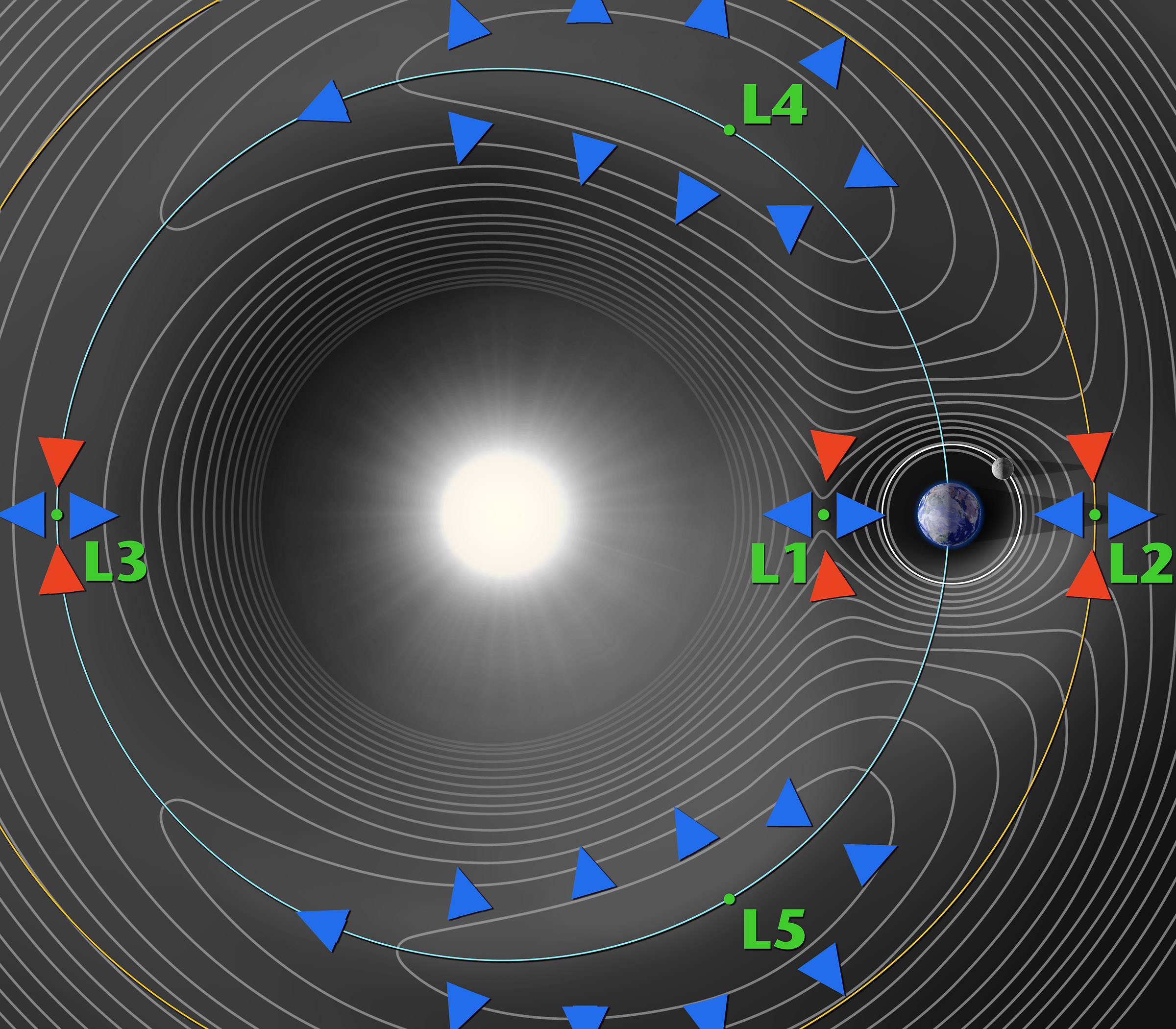
Les 5 points de Lagrange du système Terre-Soleil.

Le satellite (ainsi que le télescope spatial Herschel), sont lancés le 14 mai 2009 à 13 h 12 min TU, depuis Kourou, par un lanceur Ariane 5-ECA, le vol 188 et placé sur une orbite très elliptique de 270 km de périgée et 1 193 622 km d'apogée le menant aux alentours du second point de Lagrange L2 du système Soleil-Terre en environ 45 jours. La trajectoire suivie est presque parfaite et ne nécessite que des corrections mineures à l'injection sur l'orbite de transfert. Planck modifie comme prévu sa trajectoire à mi-course (Delta-v de 153,6 m/s) entre la Terre et sa destination et une dernière correction de 11,8 m/s.

### En orbite autour dupoint de LagrangeL2
Le 3 juillet, Planck atteint le point de Lagrange L2 et s'insère en utilisant brièvement sa propulsion (Delta-v de 58,8 m/s) sur une orbite dite de Lissajous qu'il parcourt en 6 mois et qui est choisie pour que le satellite ne se trouve jamais dans la pénombre de la Terre au moins durant 4 ans. Grâce à des manœuvres très précises Planck ne consomme que 205 kg de carburant ce qui en laisse 160 kg pour les corrections de trajectoire et les modifications d'orientation qui correspondent à un Delta-v annuel de respectivement de 1 m/s et 2,6 m/s. Le point de Lagrange L2 est une région de l'espace autour de laquelle le satellite peut se maintenir en équilibre en dépensant peu de carburant, tout en suivant à grande distance (1,5 million de kilomètres) la Terre dans sa course autour du Soleil. C'est ainsi que durant les 30 premiers mois d'opération il n'est nécessaire de corriger la trajectoire qu'à 12 reprises en utilisant brièvement les petits moteurs-fusées du module de service. Ce type d'orbite est choisi pour que les instruments puissent atteindre la température extrêmement basse (sur une orbite située près de la Terre, il est difficile d'atteindre le 0,1 kelvin du fait des émissions thermiques de notre planète). L'axe du satellite est pointé vers le Soleil avec la base de la plate-forme tournée vers le Soleil tandis que la partie optique située à l'opposé est tournée vers l'extérieur du Système solaire. Le panneau solaire bloque le rayonnement du Soleil et l'axe du satellite ne s'écarte jamais plus de 15° de la direction du Soleil,.
L'axe de visée du télescope fait un angle de pratiquement 85° par rapport à l'axe de rotation. Le satellite en pivotant autour de son axe de rotation à raison d'un tour par minute, permet aux instruments d'observer une bande de ciel étroite en forme de cercle. Le satellite observe à 50 reprises le même ruban de ciel puis décale légèrement l'axe pour observer une nouvelle portion du ciel. Ce décalage suit exactement la course de la Terre autour du Soleil. De cette manière, en un peu moins de 8 mois, les instruments balayent progressivement toute la sphère céleste hormis les zones polaires. Pour observer celles-ci, le satellite dépointe une fois par heure son axe de rotation de 10°,.

### Recette du satellite et mission nominale
Les systèmes de réfrigération sont progressivement mis en route après le lancement du satellite et les détecteurs de HFI atteignent leur objectif de température de 0,1 K le 3 juillet. Les opérations de calibrage et de vérification de performance se poursuivent jusqu'à fin août et se concluent avec l'assurance que les instruments fonctionnent comme prévu. La mission nominale s’achève le 27 novembre 2010 sans incident marquant et chaque région du ciel est observée au moins deux fois.

### Prolongement de la mission
Le 19 novembre 2010, l'Agence spatiale européenne (ESA) décide de prolonger la mission Planck d'un an en même temps que celle de plusieurs autres satellites scientifiques. Cette nouvelle phase de la mission doit permettre, par le biais d'une nouvelle méthode, d'obtenir à l'aide de l'instrument à basse fréquence (LFI) des informations complémentaires sur le rayonnement fossile. L'hélium, qui est utilisé par le système de refroidissement pour maintenir les instruments en état de fonctionner, ne doit pas s'épuiser avant début 2012,. Le 17 janvier 2012, l'ESA, le CNES, le CNRS et le CEA annoncent la fin de la mission pour l'instrument HFI qui épuise la réserve de liquide cryogénique. Il est éteint après trente mois de fonctionnement exemplaire et après avoir cartographié le rayonnement fossile pendant une période deux fois plus longue que prévu. 
L'instrument LFI, qui peut fonctionner à des températures plus élevées, poursuit la collecte des données jusqu'au 3 octobre 2013 pour fournir des données permettant d'étalonner celles de HFI. Tous les équipements de Planck sont éteints le 23 octobre 2013. Les résultats scientifiques finaux sont publiés le 10 août 2015 et mis à disposition de l'ensemble de la communauté scientifique.

## Résultats

### Données brutes

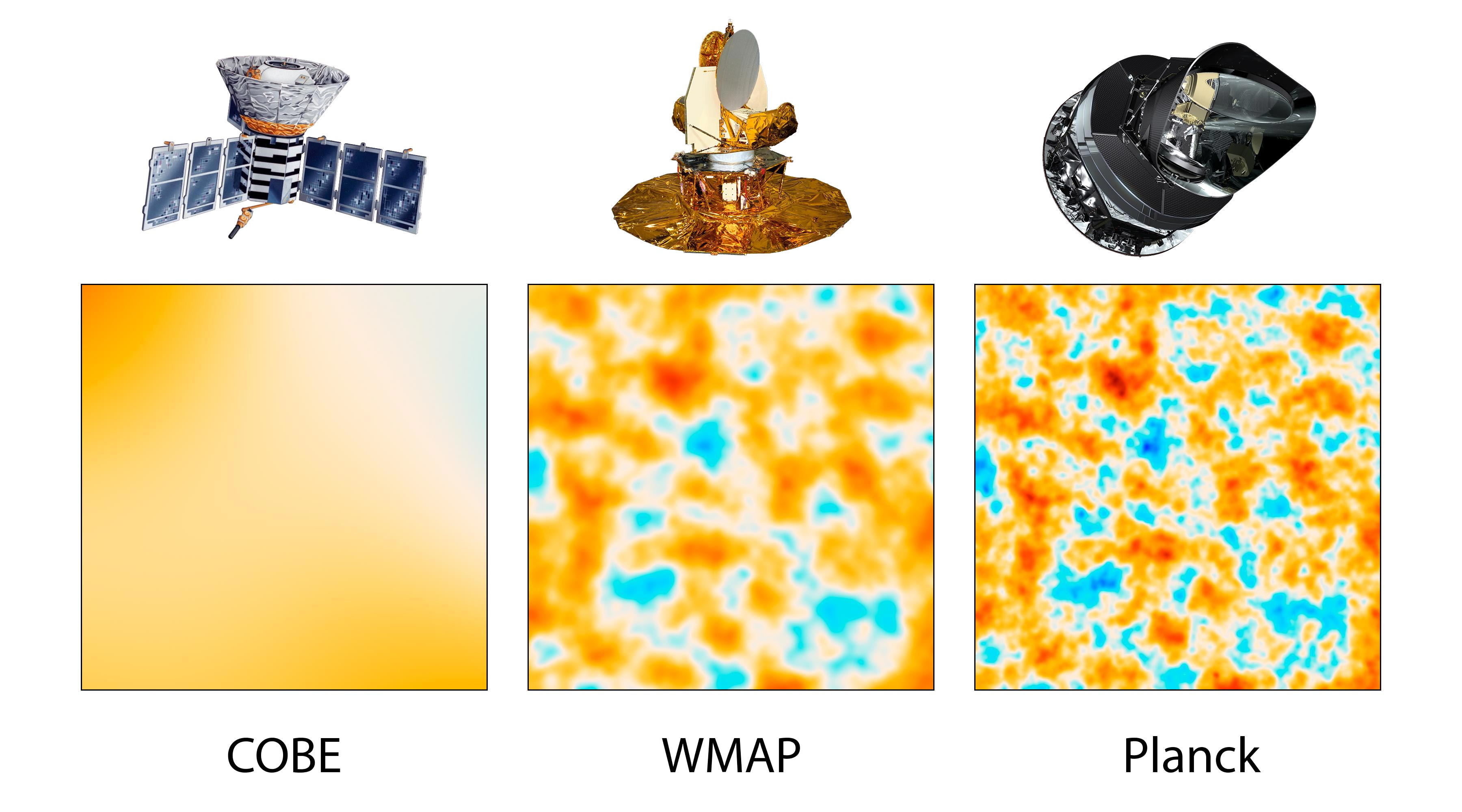
Comparaison de la résolution des cartes du fond diffus cosmologique dressées à l'aide des instruments des satellites COBE, WMAP et Planck.

- En juillet 2010, le satellite Planck envoie sa première image intégrale du ciel avec une vue particulière et inédite de la Voie lactée[26]. Ce portrait céleste est riche de 35 millions de pixels[27],[28].
- Le 11 janvier 2011, une conférence de presse internationale est organisée à Paris par l’Agence spatiale européenne pour présenter une première série de résultats, le satellite ayant collecté depuis 2009 une grande quantité de données sur les objets les plus froids de l'Univers : la poussière tournoyante à très grand vitesse, découverte de « gaz sombre ». Le satellite est à l’honneur cette semaine à la Cité des sciences et de l'industrie[29].

### Première interprétation des données recueillies par Planck (mars 2013)
En mars 2013, la communauté internationale de scientifiques travaillant sur les données collectées par Planck livre pour la première fois une interprétation de l'ensemble des données recueillies par HFI ainsi que celles fournies par LFI. Ces résultats se traduisent par une trentaine de communications scientifiques :
- Planck permet de dresser plusieurs cartes reconstituant l'histoire de l'Univers qui ont, comme prévu, une résolution très supérieure à celle de son prédécesseur WMAP. Outre la carte du fond diffus cosmologique, la carte du fond diffus infrarouge permet de reconstituer la lumière émise par les poussières de toutes les galaxies au cours des dix derniers milliards d'années.
- Les principaux paramètres de l'Univers primordial sont précisés. L'analyse des fluctuations du fond diffus permet d'affiner la proportion des composants actuels de l'Univers : 4,8 % de matière ordinaire (chiffre antérieur : 4,3 %), 25,8 % de matière noire (23 %) et 69,4 % d'énergie sombre (72,8 %).
- la constante de Hubble, qui détermine la vitesse d'expansion de l'Univers, est revue à la baisse. Sa valeur est désormais de 67,8 km/s par mégaparsec.
- Plusieurs prédictions associés à la théorie de l'inflation cosmique sont confirmées et contribuent à la validation du Modèle standard de la cosmologie décrivant les grandes étapes de l'histoire de l'Univers observable. La carte détaillée du fond diffus cosmologique montre ainsi que l'intensité des fluctuations de densité à grande échelle est légèrement supérieure à celle des fluctuations à petite échelle. La platitude de l'Univers est confirmée.
- Les résultats de Planck, dans la limite de leur précision, paraissent exclure certaines théories comme les variations dans le temps de la constante de structure fine (qui régit l'intensité de la force électromagnétique) et des propriétés de l'énergie sombre.
- Une première analyse de la polarisation du signal du fond diffus cosmologique montre que les valeurs sont parfaitement cohérentes avec l'intensité du signal à l'échelle des régions ayant donné naissance par la suite aux premières grandes structures de l'Univers : galaxies, amas de galaxies. Cette conclusion doit être toutefois confirmée dans le cadre d'études à paraître en 2014.
- Quelques résultats sont en désaccord avec les modèles : pour les échelles angulaires supérieures à 1°, les fluctuations du fond diffus cosmologique  sont supérieures de 10 % à ce que prévoit la théorie de l'inflation cosmique. Une tache froide figurant en bas à droite sur la même carte et déjà observée par WMAP ne trouve pas d'explication.

### Deuxième interprétation des données recueillies parPlanck(décembre 2014)
La communauté internationale des scientifiques, travaillant sur les données recueillies par le satellite Planck, livre pour la deuxième fois les résultats encore plus précis que ceux de mars 2013. Ces résultats sont le fruit d'une observation de plus de 1 500 jours dans le domaine millimétrique, grâce à l'instrument LFI, et de plus de 1 000 jours dans le domaine submillimétrique jusqu'à l'infrarouge lointain avec, cette fois-ci, l'instrument HFI.
- les proportions des composants actuels de l'Univers sont dorénavant données avec plus de précision: 4,9 % de matière ordinaire ; 26,6 % de matière noire ; 68,6 % d'énergie sombre.

## Distinctions
Le projet Planck est le récipiendaire du Prix Peter-Gruber de cosmologie 2018.

## Galerie photos

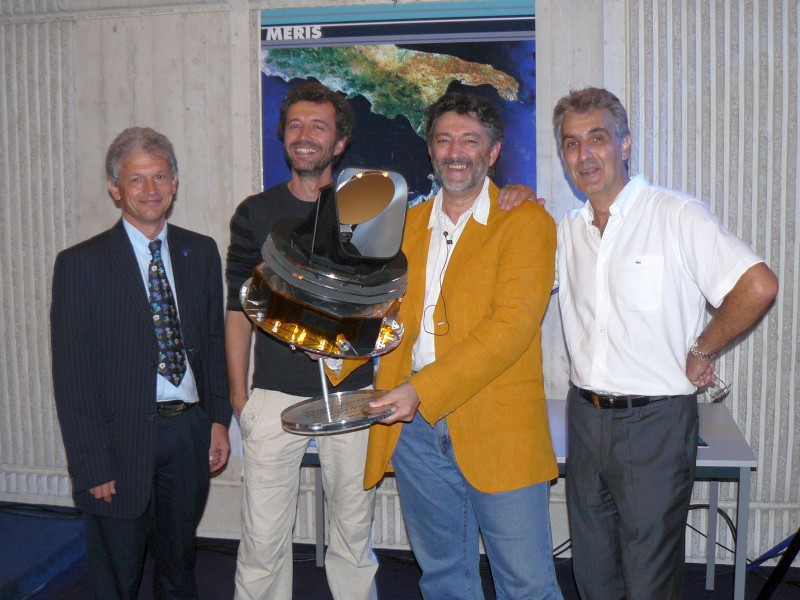
Une partie de l'équipe Herschel Planck, de gauche à droite : Jean-Jacques Juillet, directeur programmes scientifiques Thales Alenia Space ; Marc Sauvage, CEA, responsable expérience PACS d'Herschel ; François Bouchet, IAP, responsable exploitation Planck ; Jean-Michel Reix, directeur des programmes Herschel et Planck, Thales Alenia Space, lors des présentations des premiers résultats des missions Herschel et Planck.
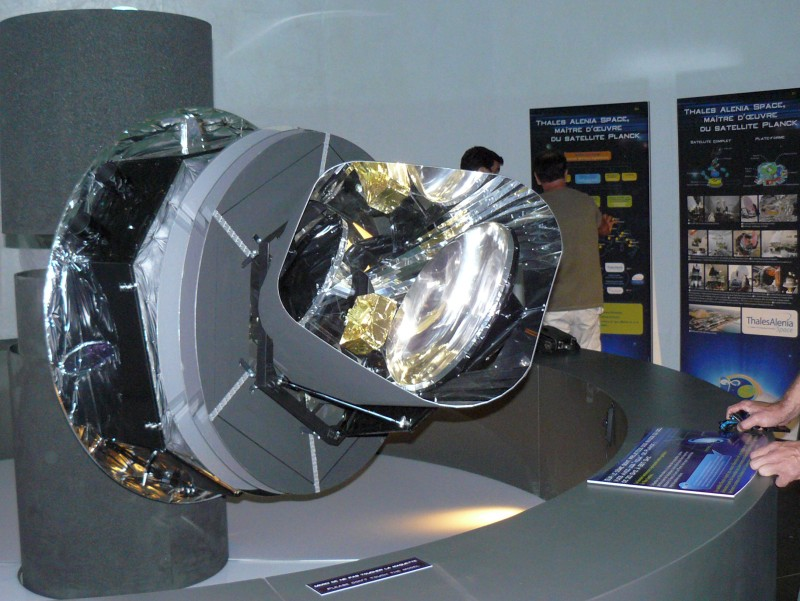
Maquette du satellite Planck dans le dôme éponyme.
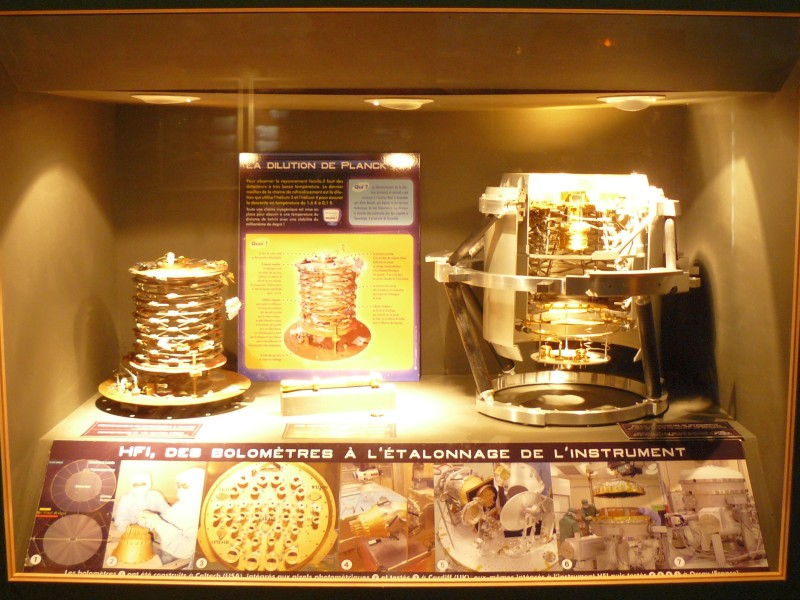
Vitrine HFI dans le dôme Planck.